# Joaquim Egídio
Joaquim Egídio é um distrito do município brasileiro de Campinas, sede da Região Metropolitana de Campinas, no interior do estado de São Paulo.

## História

### Origem
A região onde fica Joaquim Egídio, assim como Sousas, surgiu em função das fazendas cafeeiras, e não existe precisão a respeito das origens de sua fundação. A primeira data que se tem notícia sobre o lugar estava na placa de uma antiga casa da chácara Castália, datando a construção do ano de 1842.
Localizado em terras da antiga fazenda Laranjal, parte do latifúndio do Capitão-mor Floriano de Camargo Penteado, este distrito é herança da mistura dos povos que imigraram para o país na época das grandes fazendas. São africanos e europeus que se estabeleceram e fincaram suas raízes.
O provável fundador do vilarejo foi o Major Luciano Teixeira Nogueira, que fundou a fazenda Laranjal, de produção cafeeira, em cuja sede hoje se encontra a parte urbanizada de Joaquim Egídio. Em homenagem ao Major, que falecera em 1884, a vila passou a se chamar São Luciano.
Em 1885 Joaquim Egídio de Sousa Aranha passou a ser o proprietário da fazenda Laranjal. Com o estabelecimento do Ramal Férreo Campineiro na década seguinte, e que ligava Joaquim Egídio à Estação Campinas (atualmente Estação Cultura), o local se desenvolveu.
A autorização para abrir o tráfego de Souzas até a estação de São Luciano - que seria conhecida como Joaquim Egídio logo depois - foi dada em 6 de junho de 1893, sendo que a estação foi inaugurada em 1894. O Ramal Férreo Campineiro acabou por ser extinto em 1960.

### Toponímia
O distrito tem esse nome justamente em homenagem a Joaquim Egídio de Sousa Aranha, o Marquês de Três Rios.

### Formação administrativa
- Distrito criado pela Lei n° 5.285 de 18/02/1959, com sede no povoado de igual nome e território desmembrado do distrito de Sousas[7][8].

## Geografia

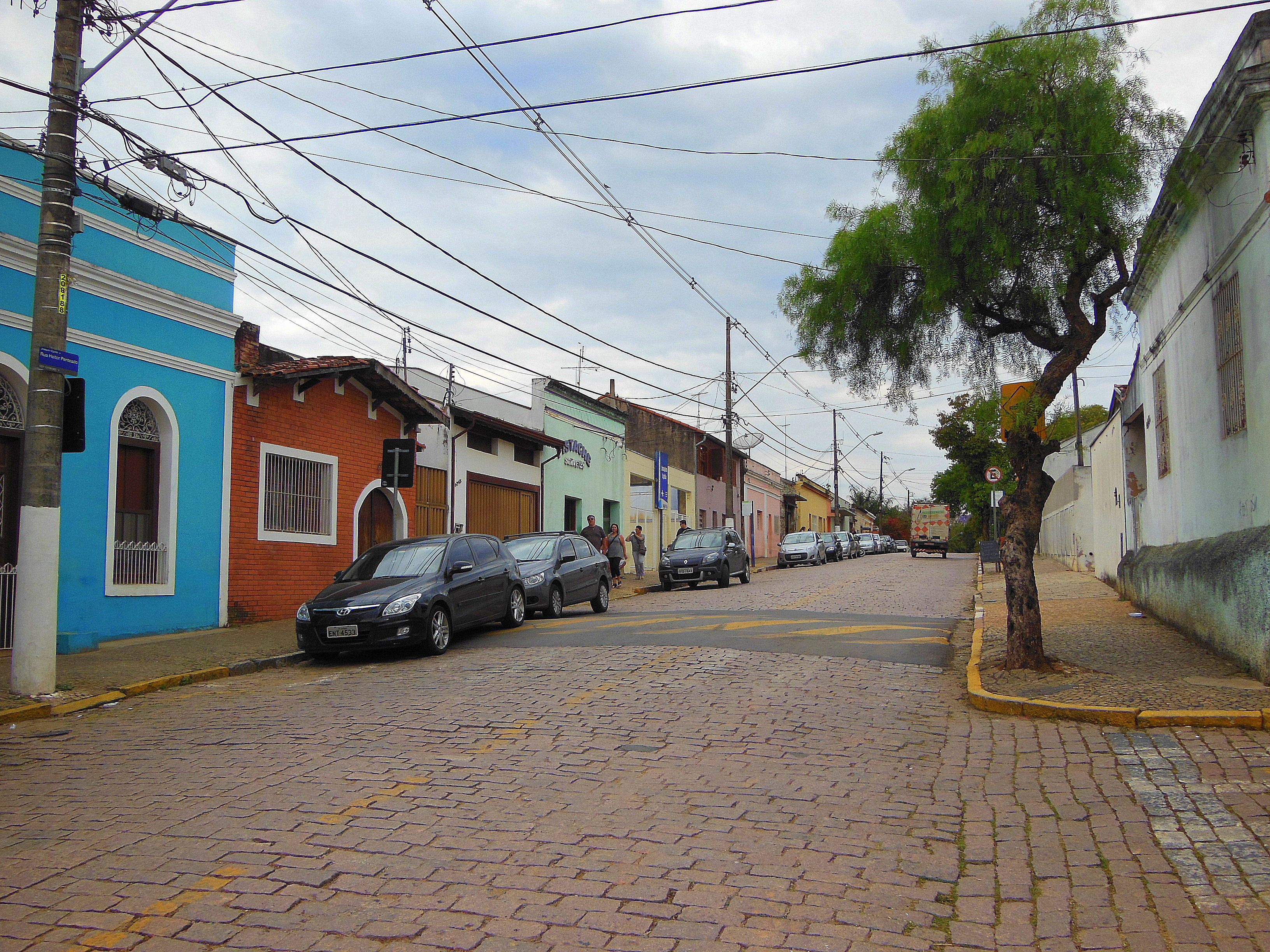
Aspecto local.

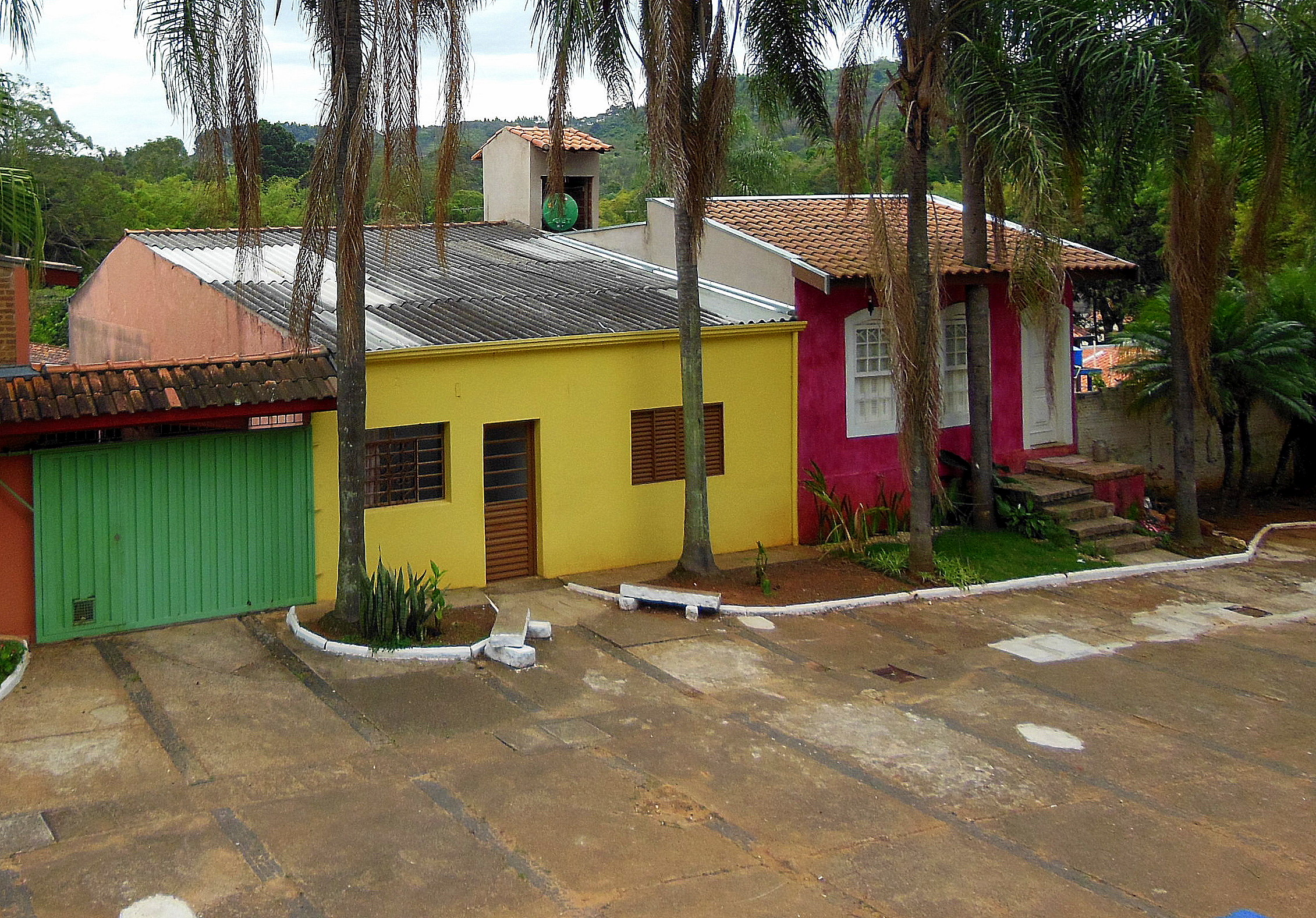
Aspecto local.

### Demografia

#### População urbana
| Crescimento população urbana | Crescimento população urbana | Crescimento população urbana | Crescimento população urbana |
| Censo                        | Pop.                         |                              | %±                           |
| ---------------------------- | ---------------------------- | ---------------------------- | ---------------------------- |
| 1960                         | 603                          |                              | —                            |
| 1970                         | 734                          |                              | 21,7%                        |
| 1980                         | 936                          |                              | 27,5%                        |
| 1991                         | 1 152                        |                              | 23,1%                        |
| 2000                         | 925                          |                              | −19,7%                       |
| 2010                         | 808                          |                              | −12,6%                       |
| Fonte: IBGE e Fundação SEADE |                              |                              |                              |

#### População total
Pelo Censo 2010 (IBGE) a população total do distrito era de 2 264 habitantes.

### Área territorial
A área territorial do distrito é de 89,970 km².

### Expansão urbana
Apesar de ser o distrito menos populoso da cidade, e o mais distante e rural, nos últimos anos tem tido um grande aumento populacional em função dos condomínios fechados.

### Rodovias
Localizado a cerca de 15 km do centro da cidade, o acesso é feito pela Rodovia José Bonifácio Coutinho Nogueira (SP-81), a partir do centro de Campinas, e pela Rodovia Dona Isabel Fragoso Ferrão (CAM-127), a partir do km 122 da Rodovia D. Pedro I, sendo essa última alternativa de acesso não pavimentada.

## Serviços públicos

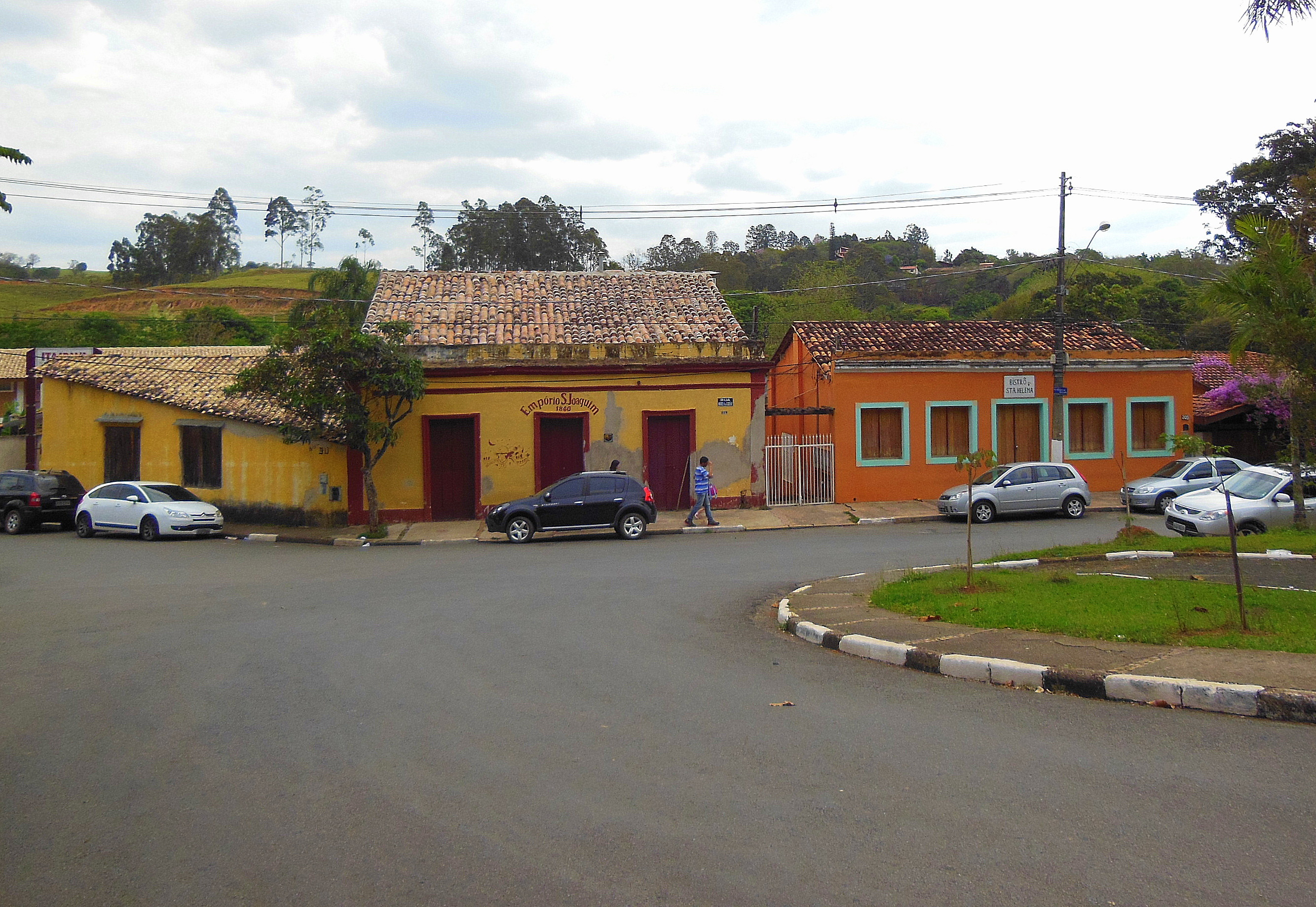
Aspecto local.

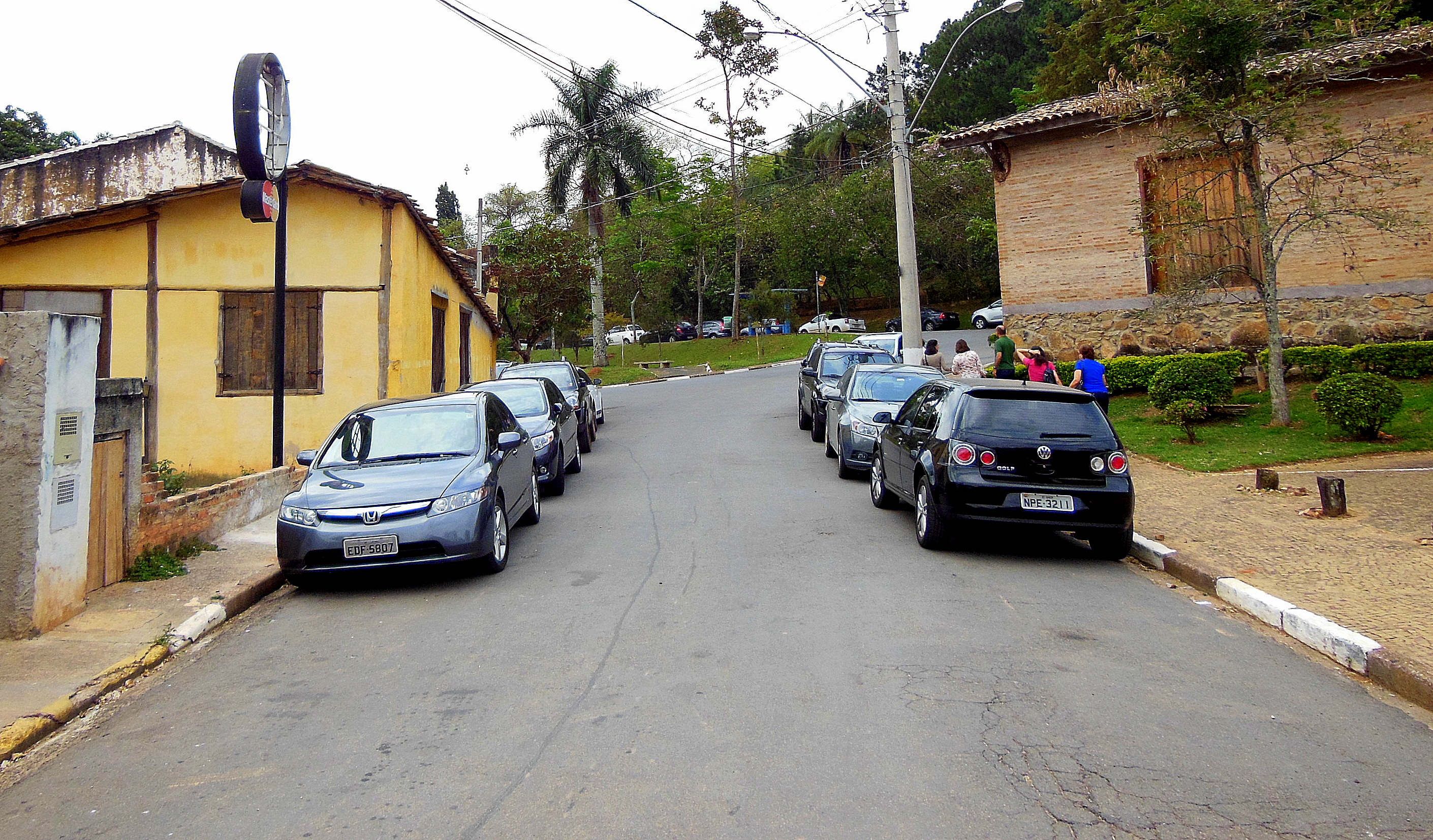
Aspecto local.

### Administração
- Subprefeitura de Joaquim Egídio[14]

### Registro civil
Atualmente é feito no distrito de Sousas, pois o Cartório de Registro Civil das Pessoas Naturais do distrito foi extinto pela Resolução nº 1 de 29/12/1971 do Tribunal de Justiça do Estado de São Paulo e seu acervo foi recolhido ao cartório desse distrito .

### Educação
Creches
- CEMEI Alexandre Sartori Faria

Escolas
- E.E. Francisco Barreto Leme[17]

### Telecomunicações

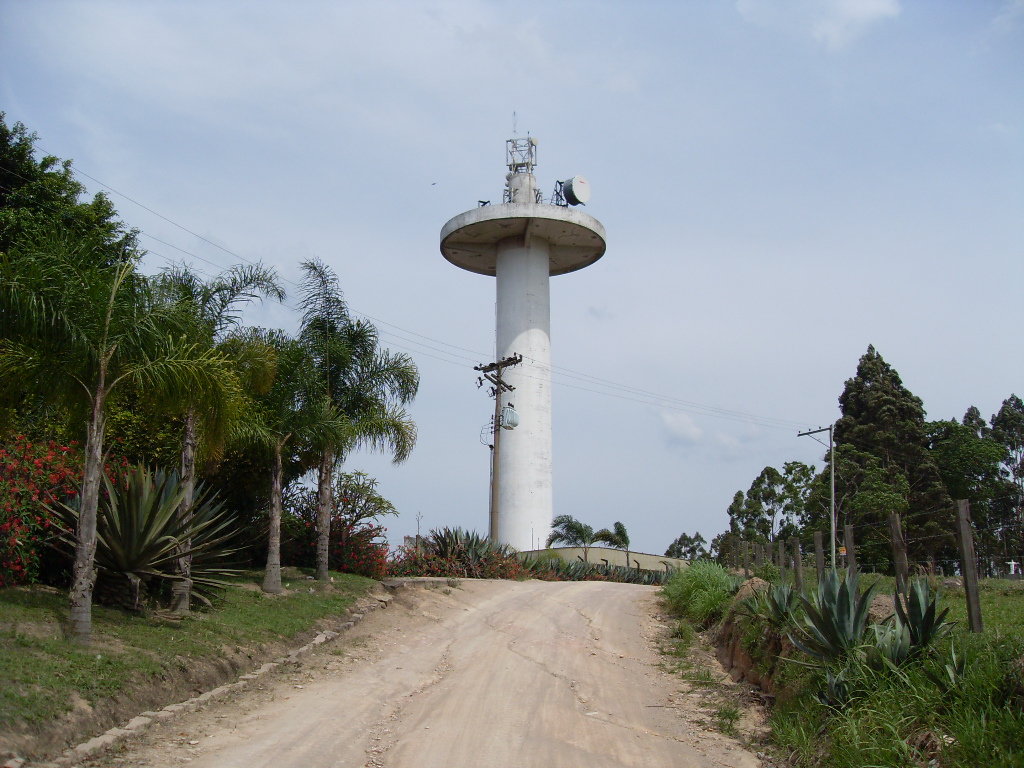
Torre de telecomunicações na divisa Joaquim Egídio - Morungaba.

O distrito era atendido pela Telecomunicações de São Paulo (TELESP), que inaugurou a central telefônica utilizada até os dias atuais. Em 1998 esta empresa foi vendida para a Telefônica, que em 2012 adotou a marca Vivo para suas operações.

### Saneamento
O serviço de abastecimento de água é feito pela Sociedade de Abastecimento de Água e Saneamento (SANASA).

### Energia
A responsável pelo abastecimento de energia elétrica é a CPFL Paulista, distribuidora do Grupo CPFL Energia.

## Atrações turísticas
O distrito possui inúmeras belezas naturais, fazendas de mais de um século e várias trilhas para ecoturismo, passeios de bike, motos e jeeps, fazendo com que o local seja muito frequentado nos finais de semana. Além disso possui boas opções de lazer, turismo e gastronomia.

### Observatório Municipal de Campinas

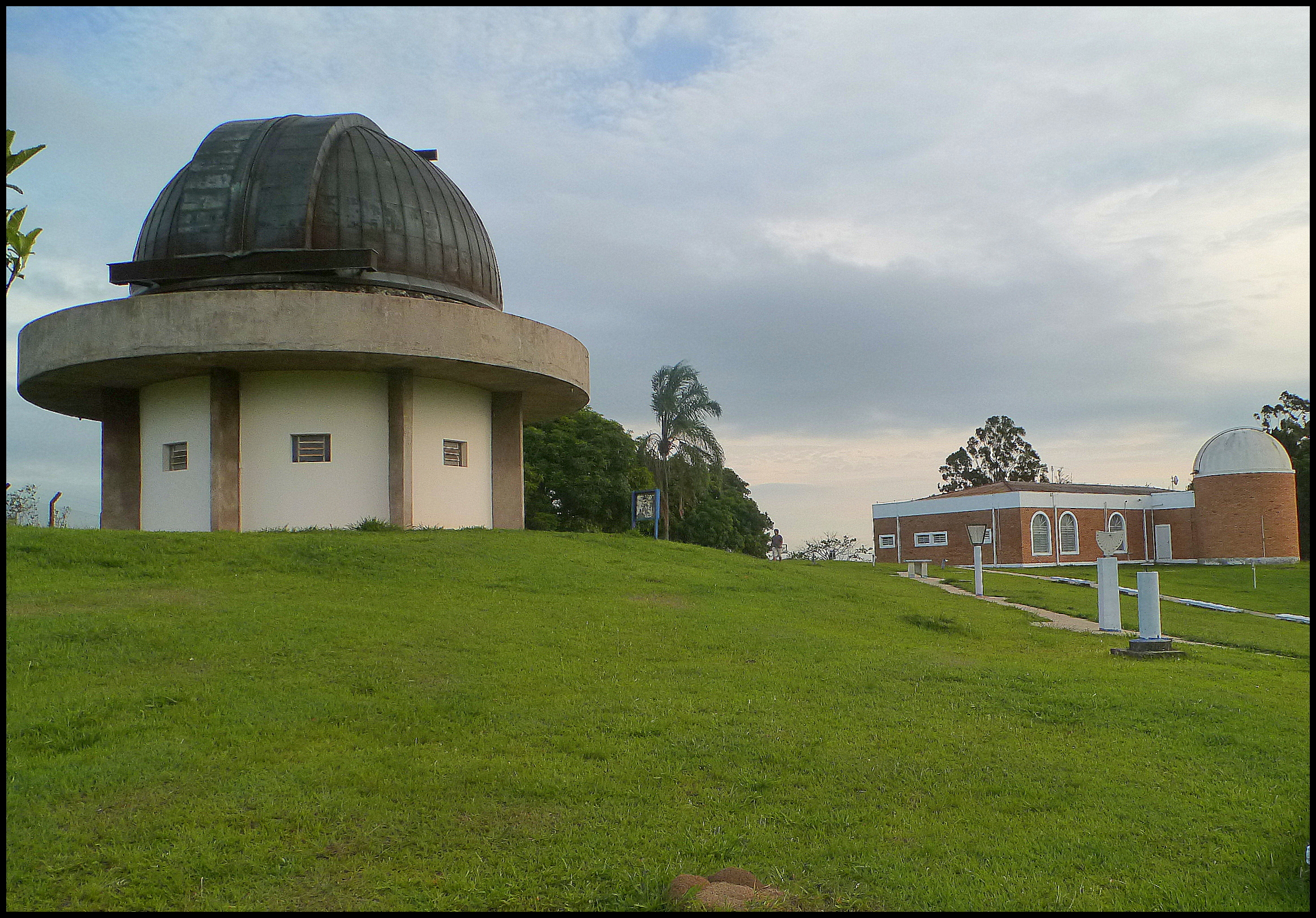
Observatório Municipal de Campinas.

Localizado na Estrada do Capricórnio, no Monte Urânia - Serra das Cabras, à 1033 metros de altitude, o Observatório Municipal de Campinas Jean Nicolini foi inaugurado em 1977 como Estação Astronômica de Campinas, sendo o primeiro observatório municipal do Brasil, além de ser pioneiro na oferta de ação educativa regular, possuindo quatro telescópios.
O observatório atende interessados na prática da astronomia, divulga a astronomia entre os estudantes e o público em geral, mantém intercâmbio científico com outras entidades congêneres, além de realizar pesquisas no campo da astronomia.

### Serra das Cabras

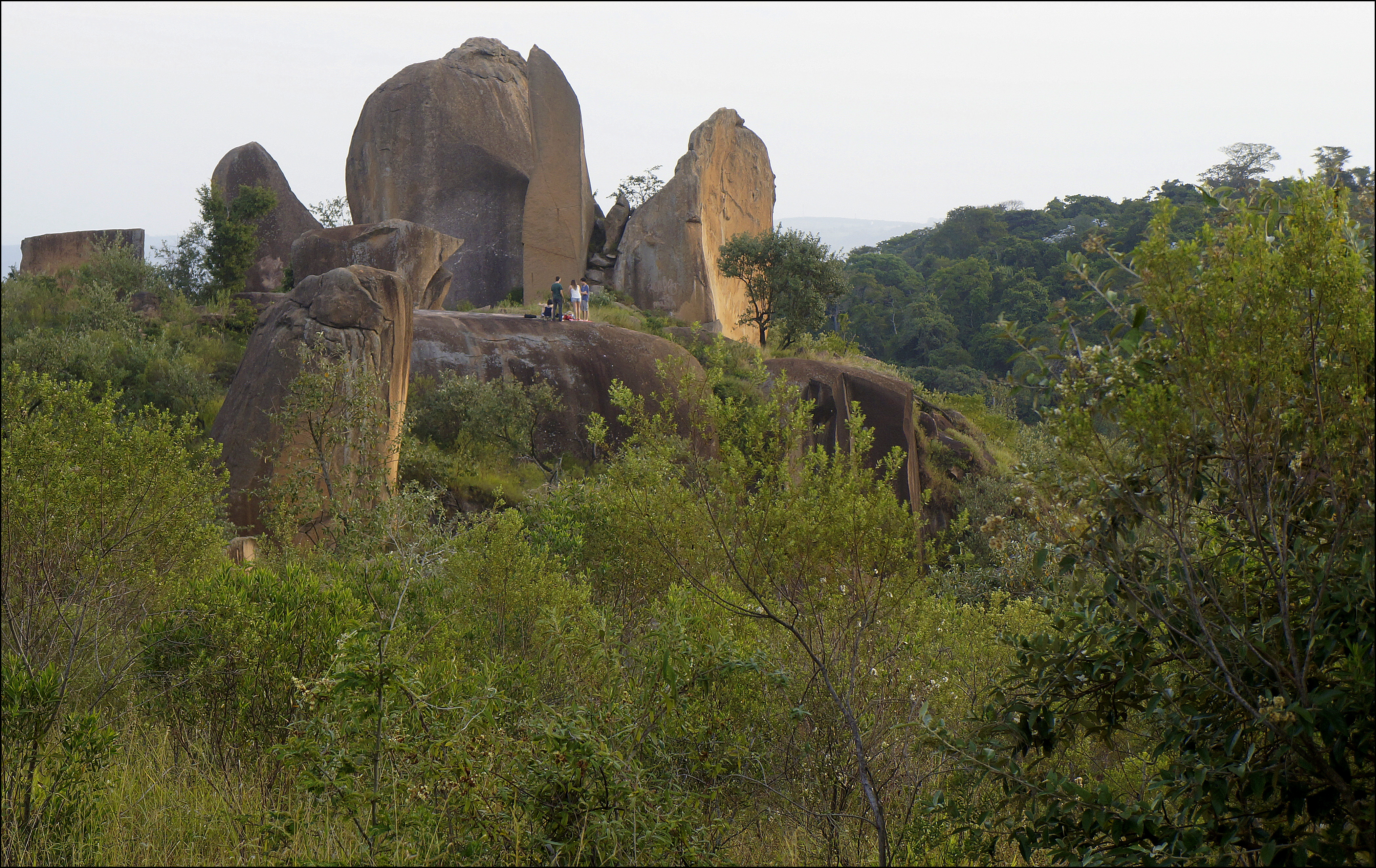
Pico das Cabras.

A Serra das Cabras está localizada entre os municípios de Campinas (distritos de Joaquim Egídio e Sousas) e Morungaba, com altitudes que chegam a 1078 metros. Em um de seus pontos mais altos, o Monte Urânia, localiza-se o Observatório Municipal de Campinas.

### Festas
- Festa de São Joaquim e São Roque
- Festival Gastronômico da Primavera - o festival é realizado de forma simultânea nos distritos de Sousas e Joaquim Egídio, que formam um dos principais pólos de turismo gastronômico da região. Participam do evento vários restaurantes dos dois distritos[25]
- Fazenda Santa Margarida - Localizada em uma região de proteção ambiental, a fazenda é conhecida por sediar grandes shows "sunset" (por-do-sol) de diferentes gêneros musicais, com histórico de atrações como as duplas sertanejas Jorge e Mateus, Zé Neto e Cristiano e Henrique e Juliano, Daniel, Alexandre Pires, entre outros. O espaço recebe muitas cerimônias de casamento. Também a área é apontada como um foco da infestação de Amblyommas (carrapatos-amarelos) causadores de muitos casos de febre maculosa.[26]

### Trilhas
A região de Joaquim Egídio possui cerca de 70 trilhas mapeadas, onde se praticam principalmente corridas, caminhadas e mountain bike. As trilhas são geralmente por estradas de terra e sinalizadas, e incluem áreas pertencentes ao distrito de Souzas e a municípios vizinhos, como Jaguariúna, Pedreira, Amparo, Morungaba, Itatiba e Valinhos.

## Atividades econômicas
A produção agropecuária é a atividade econômica principal, sendo que o cultivo de café, outras culturas de subsistência, a criação de gado e a piscicultura são largamente desenvolvidos. Turismo e boa gastronomia também são importantes fontes de renda.

## Personalidades
- Agnelo Rossi - décimo sexto bispo da São Paulo, sendo o brasileiro que mais alto subiu na hierarquia eclesiástica, e por isso considerado o maior expoente da Igreja do Brasil[28].

## Religião

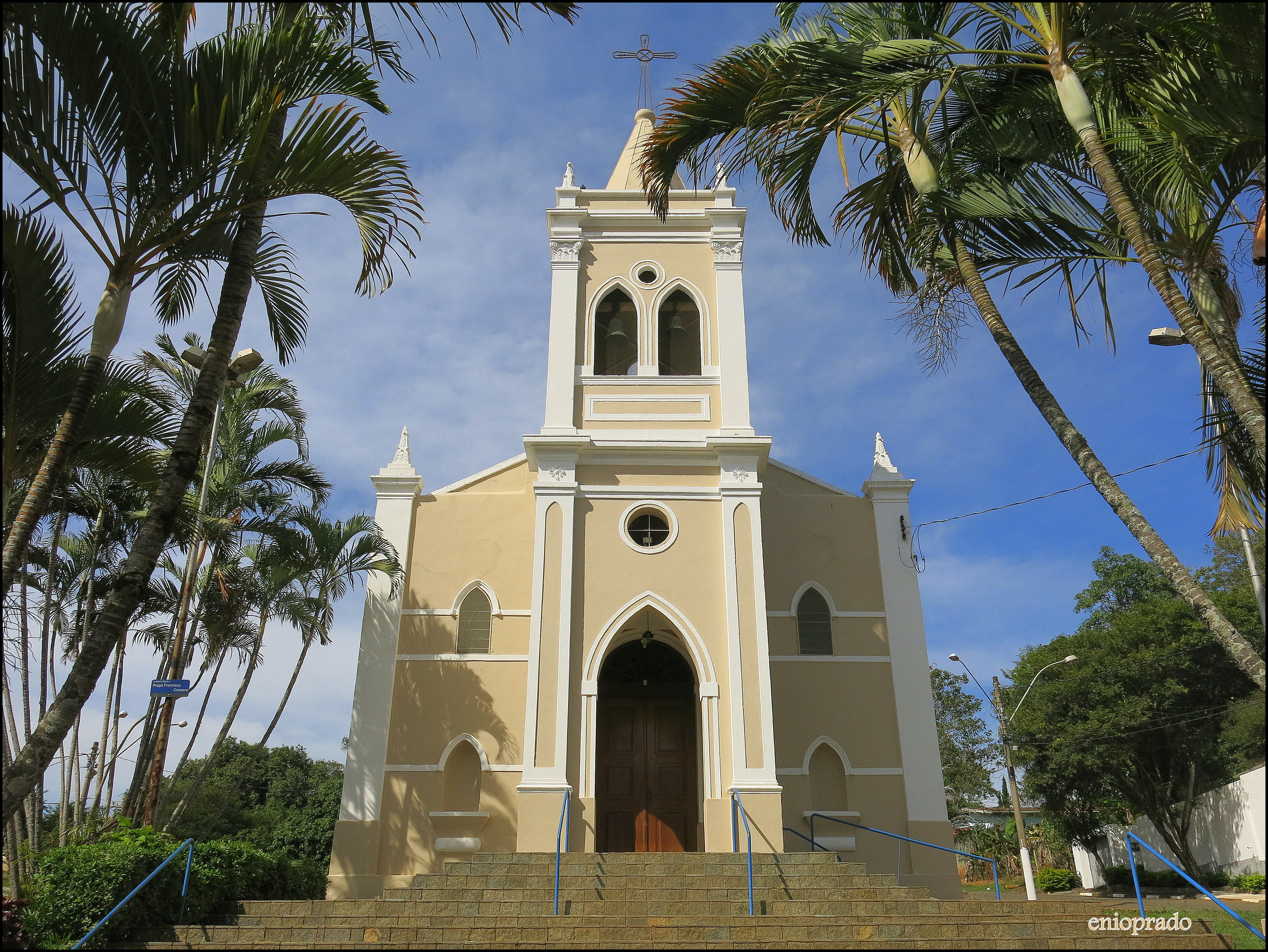
Igreja.

O Cristianismo se faz presente no distrito da seguinte forma:

### Igreja Católica
- A igreja faz parte da Arquidiocese de Campinas[30].

### Igrejas Evangélicas
- Assembleia de Deus - O distrito possui congregação da Assembleia de Deus Ministério do Belém, vinculada ao Campo de Campinas[31][32].
- Congregação Cristã no Brasil[33].